# Eduard Hitzberger
Eduard Hitzberger (* 1955 in Klagenfurt) ist ein österreichischer Koch, Gastronom und Hotelier der lange Zeit in der Schweiz tätig war.
Hitzberger absolvierte seine Kochlehre in Klagenfurt, weitere Stationen waren in Zürs, Saalbach, im Weissen Rössl in Sankt Wolfgang im Salzkammergut und in Velden am Wörther See. Auslandserfahrungen sammelte Hitzberger auf einem Kreuzfahrtschiff der Holland-America Line, in Glücksburg, Arosa, Interlaken und Davos. Im Oktober 1981 übernahm Hitzberger mit seiner Frau das Restaurant Chesa Pirani in La Punt Chamues-ch im Oberengadin, seit 1988 leiteten sie zusätzlich den Landgasthof Krone im selben Ort. 1992 wechselten Waltraud und Eduard Hitzberger in das seit 1986 zu Relais & Châteaux gehörende Hotel Paradies in Ftan. 1998 wurde das zum Hotel gehörende Restaurant La Bellezza mit 18 Gault-Millau-Punkten und 2 Michelin-Sternen ausgezeichnet und ab 2000 bewertete die Bilanz das Hotel mehrfach als bestes Viersterne-Ferienhotel der Schweiz. Seit Sommer 2007 ist Hitzberger Berater der von Horst Rahe in Deutschland und Österreich betriebenen A-Rosa Resorts. Im April 2008 übernahm er die Leitung des Restaurants „KAPS“ im Grand SPA Resort A-ROSA Kitzbühel.
Die Geschäfte der Hitzberger AG, mit Sitz in Thalwil, wurden 2017 von der Genossenschaft Migros Zürich übernommen.

## Auszeichnungen
- 2006 Wahl zum „Koch des Jahres“ der Schweiz durch Der Große Restaurant & Hotel Guide
- 2005 Wahl zum „Koch des Jahres der Schweiz“ durch die Zeitschrift Bilanz
- 2004 Bestes Viersterne-Ferienhotel der Schweiz durch die Zeitschrift Bilanz
- 2002 1. Platz in der Rangliste „Die schönsten Ferienhotels für Verliebte“ durch die Sonntagszeitung
- 1999 „Restaurant des Jahres“ in der Schweiz: 4 Hauben im Großen Restaurant & Hotel Guide
- 1998 Wahl zum „Koch des Jahres der Schweiz“ durch die Weltwoche
- 1998 Verleihung des 2. Sternes durch Guide Michelin
- 1998 Verleihung 18. Punkt durch Gault Millau

## Publikationen
- Eduard Hitzberger, Genuss statt Verzicht. Schnell und herzgesund abnehmen mit Hitzbergers Lightstyle-Rezepten, Fona Verlag, 2008, ISBN 978-3-03780-333-2
- Eduard Hitzberger und Boris Benecke, Grosse Küche Light. Himmlisch leichte Rezepte aus dem „Paradies“, AT Verlag, 2007, ISBN 978-3-03800-305-2